# Колл-центр
Колл-центр (от англ. call center — центр обработки звонков, также кол-центр) — специализированная организация или выделенное подразделение в организации, занимающиеся обработкой обращений и информированием по голосовым каналам связи в интересах организации-заказчика или головной организации.
Контакт-центр (англ. contact center, контактный центр) — колл-центр, обрабатывающий также обращения по электронной и обычной почте, факсы, работающий с обращениями в режиме интернет-чата.

## Устройство и организация

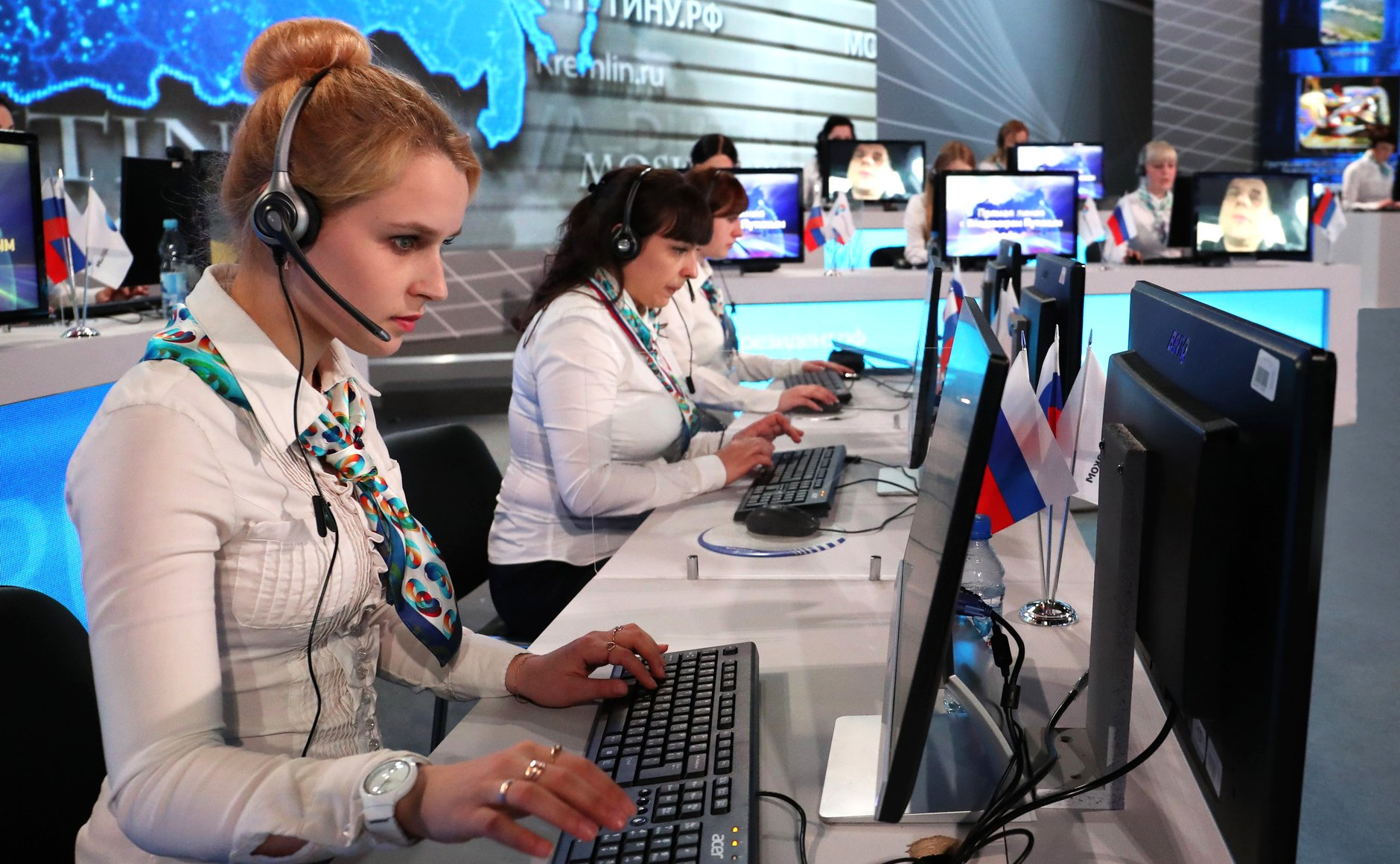
Операторы колл-центра во время «Прямой линии с Владимиром Путиным», 14 апреля 2016 года

Организации могут создавать колл-центры как собственные подразделения, так и отдавать процессы по обработке звонков на аутсорсинг (например, в России по состоянию на 2016 год на аутсорсинг выведено 19 тысяч рабочих мест операторов). Компаниями, специализирующимися на аутсорсинге бизнес-процессов, сформирован рынок услуг по предоставлению колл-центров, в спектр услуг могут входить постоянная или повременная аренда рабочих мест операторов, аренда рабочего времени операторов, аренда оборудования телефонии, телефонных линий и телефонных номеров (например, номеров в коде 8-800 с оплатой за счёт принимающей стороны), аренда программного обеспечения компьютерной телефонии (в том числе, для организации голосовых меню, телеопросов, автоматического холодного прозванивания), предоставление баз данных для распространения коммерческих предложений.
Колл-центр обычно организуется как открытое рабочее офисное пространство, где работают операторы, рабочее место оператора включает персональный компьютер или аппаратный тонкий клиент, телефон (телефонную трубку или гарнитуру), присоединённый к коммутаторам или телефонным станциям, возможно, интегрированный с компьютером на рабочем месте.
Все звонки, как правило, делят на исходящие (англ. outbound) и входящие (англ. inbound), так как характер входящих и исходящих звонков существенно различаются, их обслуживают, как правило, разные операторы, но иногда функции по обработке входящих и исходящих вызовов объединяются. Часто операторы организованы в многозвенную систему для более эффективной обработки звонков: первый уровень в таких моделях состоит из операторов, которые предоставляют базовый набор информации, если звонящему требуется дополнительная информация, то вызов направляется на операторов второго уровня, которые могут обладать более специфичной информацией или уполномочены принимать какие-либо особые решения, которые, в свою очередь, самые сложные и узкоспециальные вопросы перенаправляют на операторов третьего уровня или специалистов за пределами колл-центров.
Кроме операторов в колл-центре работают управленцы (руководители и контролёры), технический персонал, специалисты по обучению.
Из-за высокой технологичности операций в колл-центрах широко распространён тщательный контроль за деятельностью операторов. Руководители центров утверждают, что такой контроль необходим для лучшего планирования объёма работ и времени своих работников. Нередко в call-центрах все разговоры с операторами записываются для дальнейшего анализа и контроля, о чём чаще всего предупреждают заранее.

## Назначение
Большинство компаний используют центры по обработке звонков для общения со своими клиентами, для организации и сопровождения процессов продаж продуктов и услуг, организации сервисного обслуживания, «первой линии» технической поддержки. Также колл-центрам может быть вменена функция взаимодействия с подрядчиками, поставщиками. Государственные, политические и общественные организации используют колл-центры для организации телефонного взаимодействия с гражданами. Крупные предприятия и организации обслуживают некоторые внутренние функции с помощью колл-центров, например, обеспечивают первую линию офисной и технической поддержки сотрудников.

## Модели

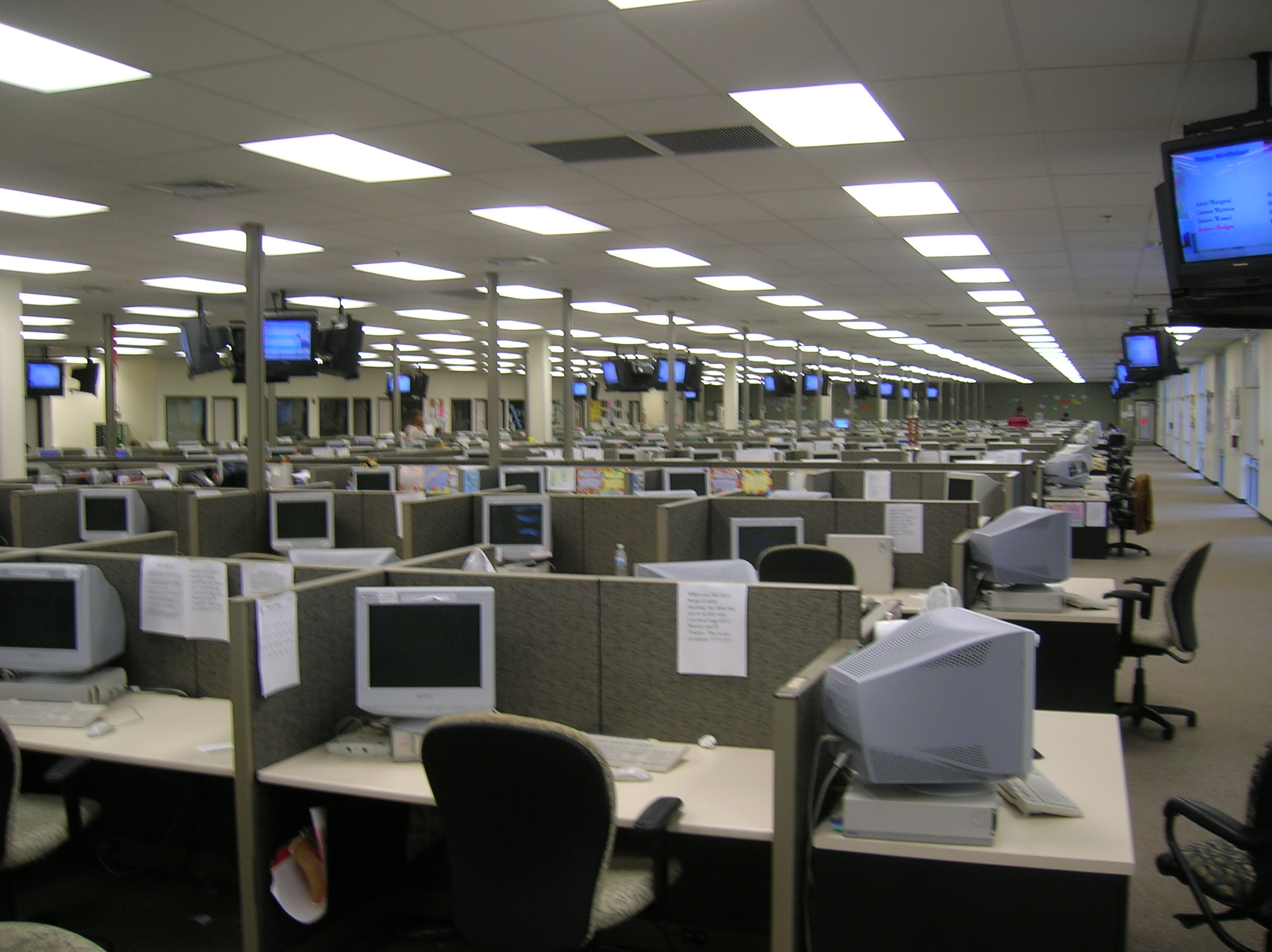
Огромный зал колл-центра в Лейкленде (Флорида)

Для эффективной организации колл-центра и прогнозирования его загрузки используется теория массового обслуживания, математические модели позволяют определить оптимальное количество телефонных агентов, необходимых для обслуживания клиентов с уровнем обслуживания, определённым организацией-заказчиком или руководством предприятия или организации.
Рассматривая колл-центр как систему массового обслуживания, можно принимать решения об оптимальной структуре центра, например, определить условия, при которых эффект масштаба позволит повысить эффективность, за счёт объединения нескольких распределённых мелких центров в один большой центр, или для оценки эффекта от перекрёстных продаж, или для нахождения оптимума между качеством и эффективностью. Математические модели используются также для маршрутизации звонков, при этом правила маршрутизации зависят от типов клиентов, квалификации агентов.
Помимо теории массового обслуживания для анализа работы колл-центра используется аппарат исследования операций, позволяющий решить широкий круг задач по оптимизации. Например, для прогнозирования звонков, уровня загрузки, и даже для анализа степени неудовлетворённости клиентов, ожидающих обслуживания.

## Технологии
Для организации коммуникаций могут быть использованы как телефонные сети общего пользования, так и IP-телефония. Часто применяются системы самообслуживания абонентов с помощью интерактивных голосовых меню. В контакт-центрах также применяется широкий спектр программного обеспечения для поддержки взаимодействия через электронную почту, системы мгновенного обмена сообщениями и чаты.
Тиражируемые программно-аппаратные решения для организации колл-центров могут обладать следующими функциональными возможностями:
- регистрация всех входящих и исходящих звонков, в том числе в рамках телеголосования
- хранение информации о клиенте по истории звонков с данного номера;
- статическая и интеллектуальная маршрутизация обращения: организация очереди, маршрутизация по номеру абонента (с использованием информации от автоматических определителей номеров и CallerID);
- визуализация на рабочей станции оператора информации о поступившем звонке и карточке клиента (в том числе, с использованием CRM-системы);
- автоматизированный набор номера;
- отражение состояния операторов (занят, свободен, пауза);
- распределение звонков внутри группы по загрузке операторов и по порядку;
- формирование отчётов по выполненным и принятым звонкам;
- запись разговоров;
- контроль качества работы операторов;
- планирования расписания рабочих смен операторов.

Для контакт-центров в таких решениях могут быть реализованы функции интеграции с сайтом организации (например, поддержка веб-чата на сайте компании), видеоконсультации, функции удалённого управления компьютером.

## Ключевые показатели эффективности
Один из методов управления колл-центром — контроль ключевых показателей эффективности; набор типовых показателей для колл-центров выработан в 1996 году группой компаний Microsoft, Intel, American Express, Dell, Motorola, Novell и описан в отраслевом стандарте COPS.
Стандарт предусматривает 4 группы показателей:
- эффективность при исходящих звонках (загруженность, размещение, среднее время обработки звонка, себестоимость операции, процент успешных контактов, количество полученных контактов в час, результатов в час, объём продаж);
- продажи при исходящем вызове (продаж в час, коэффициент конверсии);
- качество обслуживания (процент звонков без критических ошибок, процент корректно переадресованных звонков);
- уровень обслуживания (скорость соединения, процент успешных контактов, процент корректно переадресованных звонков, длительность цикла, операций в рамках цикла, количество неотработанных и длительное время неотработанных запросов).